# Orizabus epithecus
Orizabus epithecus är en skalbaggsart som beskrevs av Brett C.Ratcliffe och Ronald D. Cave 2010. Orizabus epithecus ingår i släktet Orizabus och familjen Dynastidae. Inga underarter finns listade i Catalogue of Life.